# Кемербургаз (станція метро)
41°09′34″ пн. ш. 28°54′37″ сх. д. / 41.159472285383° пн. ш. 28.910224484168° сх. д.
Кемербургаз (тур. Kemerburgaz) — метростанція на лінії М11 Стамбульського метро. 
Введена в експлуатацію 22 січня 2023.

Розташування: станція розташована на межі мікрорайону Мітхатпаша, Еюпсултан, Стамбул та селища Кемербургаз
Констурукція: колонна трипрогінна мілкого закладення, типу горизонтальний ліфт з однією острівною прямою платформою.
Пересадки
- Автобуси: 48C, 48D, 48G, 48K, 48KA, 48P, 48U, D2
- Маршрутки: 
  - Газіосманпаша - Еюпсултан - Гьоктюрк,
  - Шишлі - Гьоктюрк,
  - Кемербургаз - Акпинар

## Визначні місця поруч
- Центральна мечеть Кемербургаза
- Пожежна станція Кемербургаз
- Кладовище Кемербургаз
- Початкова школа Рагіпа Кутмангіла
- Кемербургазька Арка
- Водні споруди Хамідіє
- Міський ліс Кемербургаз
- Генеральне консульство Туркменістану

| Попередня станція   | Лінія | Лінія                            | Лінія | Наступна станція    |
| ------------------- | ----- | -------------------------------- | ----- | ------------------- |
| Гасдал до Кягитхане |       | M11 (Стамбульський метрополітен) |       | Гьоктюрк до Халкали |